# Persian Gulf Pro League
Persian Gulf Pro League (perski لیگ برتر خلیج فارس) – najwyższa, profesjonalna liga piłkarska w Iranie. 
System ligowy jest podobny do angielskiego. Zespoły spadają do Azadegan League (1, dywizja), potem kolejno do 2. i 3. dywizji. Niżej znajdują już się ligi lokalne.

## Historia

### Ligi regionalne
Do wczesnych lat 70. Iran nie miał oficjalnej ligi krajowej. Wiele drużyn uczestniczyło w mistrzostwach swoich miast. Taj Teheran i Szahin Teheran były dwoma najpopularniejszymi zespołami w połowie lat 60. i są nimi nadal. W tym okresie lokalną ligę w Teheranie zwyciężały ekipy PAS Teheran, Szahin Teheran, Taj Teheran oraz Daraei Teheran.

### Puchar Takht Jamshid
Puchar Takht Jamshid był pierwszą narodową ligą w Iranie. Nazwa Jamshid to ważna część irańskiej historii starożytnej. Nazwa ligi miała także podkreślać wielkość starożytnych Persów. Pierwsze rozgrywki Pucharu Takht Jamshid odbyły się w sezonie 1972/1973. Drużyny grały u siebie i na wyjeździe, a mistrzem zostawała ta z największą liczbą punktów. Większość klubów biorących udział były powiązane z organizacjami rządowymi, ale niektóre były własnością prywatną (np. Persepolis Teheran).
Po rewolucji w 1978, ponieważ trwała wojna iracko-irańska rozgrywek nie wznowiono. Piłkarska liga w Iranie została reaktywowana dopiero po latach, już pod inną nazwą. Mimo krótkiej działalności Pucharu Takth Jamshid można uznać te rozgrywki za pierwszą krajową ligę irańską, która miała duży wpływ na poprawę poziomu irańskiej piłki nożnej.

### Lata 80.
W latach 80. ze względu na rewolucję i wojnę z Irakiem piłka nożna zeszła na dalszy plan. Kluby miały bardzo mało pieniędzy. Z powodów politycznych zmieniano nazwy drużyn oraz zarządy i ich środki finansowe. W latach 1980–1989 nie było rozgrywek o mistrzostwo kraju, toczyło się jedynie kilka zawodów pucharowych oraz mistrzostw danego miasta, jak np. Liga Herdah-Shahrivar lub Qods Cup.
W 1985 powstał Puchar Qods, gdzie występowały zespoły z poszczególnych ostanów. Teheran miał 2 zespoły: Teheran A i Teheran B. Teheran A wygrał puchar w 1985 i 1988, natomiast Esfahan w 1986 i 1987. Najważniejsze zawody lat 80. to Puchar Klubów Teheranu. Najwięcej tytułów mistrzowskich w tych rozgrywkach ma Persepolis Teheran.

### Qods League
Po zakończeniu wojny została podjęta decyzja o zmianie formatu Pucharu Qods. W związku z tym w 1989 powstała Qods League. Zespoły rywalizowały w 2 grupach po 11 drużyn. Po 2 najlepsze drużyny z każdej zmierzyły się w półfinałach. Zwycięzcy spotkali się w finale, gdzie Esteghlal Teheran pokonał 2-1 Persepolis Teheran. Była to pierwsza edycja ligi krajowej po rewolucji. Esteghlal Teheran wygrał także ostatnią edycję ligi teherańskiej w sezonie 1991/1992. W ostatnim finale także wygrali z Persepolis Teheran.

### Azadegan League
W 1991 Qods League została przemianowana na Azadegan League. Nazwa została nadana na cześć irańskich jeńców wojennych, który zostali uwolnieni. Liga rozpoczęła działalność w sezonie 1991/1992. Pierwszym mistrzem była drużyna PAS Teheran. Liczba uczestniczących zespołów była zróżnicowana z roku na rok. PAS Teheran i Saipa Karadż zdominowały pierwsze cztery lata rozgrywek. Na początku lat zespołom PAS Teheran i Esteghlal Teheran udało się zdobyć Azjatycką Ligę Mistrzów, a Persepolis Teheran zwyciężył w rozgrywkach Azjatyckiego Pucharu Zdobywców Pucharów. W połowie lat 90. ligę ponownie zdominowały zespoły Esteghlal i Persepolis. W latach 1995–2001 tylko te dwa zespoły sięgały po mistrzostwo kraju. Te dwa kluby zawsze składały się z najbardziej utalentowanych irańskich piłkarzy. Na zawodnikach obu ekip opierała się reprezentacja narodowa. W tym okresie Persepolis Teheran czterokrotnie był mistrzem Iranu, natomiast Esteghlal Teheran wywalczył ten tytuł 2 razy.

### Iran Pro League
W sezonie 2001/2002 w Iranie powstała pierwsza zawodowa liga piłkarska. Niestety można powiedzieć, że liga profesjonalna jest jedynie z nazwy ponieważ brakuje wielu potrzebnych elementów zawodowej ligi. Wynagrodzenia piłkarzy jednak znacznie wzrosły, a także zaczęły powstawać zespoły prowincjonalne oraz zajęto się wyszukiwaniem talentów, za które to postępy można pochwalić każdy klub Iran Pro League. Zespoły takie jak Sepahan Isfahan, Foolad Ahwaz, Zob Ahan Isfahan i Esteghlal Ahwaz mogą teraz z powodzeniem konkurować z wielkimi teherańskimi firmami. Liga nadal się rozwija i jest nadzieja na to, że pomoże irańskiej piłce poprawić poziom i jej reputację.

### Puchar Zatoki Perskiej
W dniu 12 sierpnia 2006 Irańska Federacja Piłkarska podjęła decyzję o kolejnej zmianie nazwy ligi. Od tamtej pory brzmi Puchar Zatoki Perskiej. Stało się tak, aby promować nazwę Zatoki Perskiej zamiast nieprawidłowych odmian używanych przez inne narody i organizacje. Nowe logo ligi zostało wybrane spośród 130 projektów i zaprezentowane 14 listopada 2006.

## Drużyny w sezonie 2009/2010
W sezonie 2009/2010 uczestniczyło 18 zespołów
| Klub                     | Miasto          | Stadion         | Miejsca | Trener                | Kapitan                 | Poprzedni sezon      |
| ------------------------ | --------------- | --------------- | ------- | --------------------- | ----------------------- | -------------------- |
| Abu Moslem Meszhed       | Meszhed         | Samen           | 35 tys. | Nasser Pourmehdi      | Said Chani              | 15                   |
| Esteghlal Ahwaz          | Ahwaz           | Tachti          | 30 tys. | Chodadad Azizi        | Afszin Komaei           | 14                   |
| Esteghlal Teheran        | Teheran         | Azadi           | 90 tys. | Samad Marfawi         | Farhad Madżidi          | Mistrz               |
| Fulad Ahwaz              | Ahwaz           | Tachti          | 15 tys. | Luka Bonačić          | Ali Badawi              | 7                    |
| Malawan Bandar-e Anzali  | Bandar-e Anzali | Tachti          | 20 tys. | Mohammad Ahmadzadeh   | Masoud Gholamalizad     | 13                   |
| Mes Kerman               | Kerman          | Szahid Bahonar  | 15 tys. | Parwiz Mazlumi        | Farzad Hossejnchani     | 3                    |
| Moghawemat Sepasi Sziraz | Sziraz          | Hafezieh        | 20 tys. | Dawoud Mahabadi       | Mostafa Sabri           | 9                    |
| PAS Hamedan              | Hamadan         | Ghods           | 5 tys.  | Alireza Mansourian    | Omid Chouradż           | 12                   |
| Pajkan Kazwin            | Kazwin          | Szahid Radżaei  | 5 tys.  | Hamid Derachszan      | Mohammad Reza Tahmasebi | 8                    |
| Persepolis Teheran       | Teheran         | Azadi           | 90 tys. | Zlatko Kranjčar       | Karim Bageri            | 5                    |
| Rah Ahan Rej             | Rej             | Rah Ahan        | 15 tys. | Ernie Brandts         | Ahmad Taghawi           | 11                   |
| Saba Kom                 | Kom             | Yadegar Emam    | 15 tys. | ?                     | ?                       | 6                    |
| Saipa Karadż             | Karadż          | Engelab         | 15 tys. | Mohammad Majeli Kohan | Ebrahim Sadegi          | 10                   |
| Sepahan Isfahan          | Isfahan         | Naghsz-e-Dżahan | 50 tys. | Amir Ghalenoei        | Moharram Nawidkia       | 4                    |
| Szahin Buszehr           | Buszehr         | Szahid Beheszti | 10 tys. | Hamid Kololi Fard     | Reza Baziari            | Zwycięzca play-offów |
| Steel Azin Teheran       | Teheran         | Tachti          | 30 tys. | Hamid Reza Estili     | ?                       | Awans do IPL         |
| Teraktor Sazi Tebriz     | Tebriz          | Yadegar Emam    | 71 tys. | Faraz Kamalwand       | Abbas Agaji             | Awans do IPL         |
| Zob Ahan Isfahan         | Isfahan         | Fulad Szahr     | 25 tys. | Mansour Ebrahimzadeh  | Mohammad Salsali        | 2                    |

## Format rozgrywek i sponsoring

### Rozgrywki
W lidze jest 18 klubów. Sezon trwa od sierpnia do maja, każdy klub mierzy się z rywalem dwukrotnie – raz na własnym boisku, raz na wyjeździe. W sumie każdy z zespołów w trakcie sezonu rozgrywa 34 spotkania, co daje łącznie 306 meczów na sezon. Za zwycięstwo przyznaje się 3 punkty, natomiast 1 punkt za remis. Punkty za porażkę nie są przyznawane. Zespoły są klasyfikowane według liczby zdobytych punktów. W następnej kolejności decyduje bilans bramek i liczba goli strzelonych. Na koniec sezonu zespół za największą liczbą punktów zostaje mistrzem. Do Azadegan League spadają 3 najsłabsze zespoły. Awans zdobywają zwycięzcy 2 grup Azadegan League i wygrany baraży pomiędzy ekipami z drugich miejsc.

### Kwalifikacje do azjatyckich pucharów
Od 2008 roku do Azjatyckiej Ligi Mistrzów awansują 4 zespoły. Są to 3 najlepsze drużyny ligi oraz zwycięzca Pucharu Hazfi. Jeżeli zwycięzca Pucharu Hafzi jest zespołem z pierwszej trójki, wtedy prawo gry w Lidze Mistrzów przechodzi na zespół z 4. miejsca w tabeli ligi.

### Sponsoring
Od momentu powstania w 2001 roku liga nie posiada prywatnego sponsoringu z wyjątkiem zespołów Zob Ahan Isfahan i Saba Kom. Liga jest w pełni finansowana przez irański rząd.

## Mistrzowie ligi

### Ligi lokalne
- 1960: Szahin Teheran
- 1961: Nie rozstrzygnięto
- 1963: Daraei Teheran
- 1964-1966: Nie rozstrzygnięto
- 1967: PAS Teheran
- 1968: PAS Teheran
- 1969: Nie rozstrzygnięto
- 1970: Taj Teheran
- 1971: Persepolis Teheran

### Puchar Takht Jamshid
- 1973/1974: Persepolis Teheran
- 1974/1975: Taj Teheran
- 1975/1976: Persepolis Teheran
- 1976/1977: PAS Teheran
- 1977/1978: PAS Teheran
- 1978/1979: Nie dokończono[3]

### Liga Herdah-Szahriwar
- 1988: Persepolis Teheran

### Qods League
- 1989/1990: Esteghlal Teheran

### Azadegan League
- 1991/1992: PAS Teheran
- 1992/1993: PAS Teheran
- 1993/1994: Saipa Karadż
- 1994/1995: Saipa Karadż
- 1995/1996: Persepolis Teheran
- 1996/1997: Persepolis Teheran
- 1997/1998: Esteghlal Teheran
- 1998/1999: Persepolis Teheran
- 1999/2000: Persepolis Teheran
- 2000/2001: Esteghlal Teheran

### Iran Pro League/Puchar Zatoki Perskiej
- 2001/2002: Persepolis Teheran
- 2002/2003: Sepahan Isfahan
- 2003/2004: PAS Teheran
- 2004/2005: Fulad Ahwaz
- 2005/2006: Esteghlal Teheran
- 2006/2007: Saipa Karadż
- 2007/2008: Persepolis Teheran
- 2008/2009: Esteghlal Teheran
- 2009/2010: Sepahan Isfahan
- 2010/2011: Sepahan Isfahan
- 2011/2012: Sepahan Isfahan
- 2012/2013: Esteghlal Teheran
- 2013/2014: Fulad Ahwaz

## Liczba tytułów Iran Pro League
| Klub                 | Mistrz | Wicemistrz |
| -------------------- | ------ | ---------- |
| Sepahan Isfahan      | 4      | 1          |
| Esteghlal Teheran    | 3      | 3          |
| Persepolis Teheran   | 2      | 1          |
| Fulad Ahwaz          | 2      | -          |
| PAS Teheran          | 1      | 2          |
| Saipa Karadż         | 1      | -          |
| Zob Ahan Isfahan     | -      | 3          |
| Teraktor Sazi Tebriz | -      | 2          |
| Esteghlal Ahwaz      | -      | 1          |

## Tytuły mistrzowskie od 1970
| Klub               | Mistrz | Wicemistrz |
| ------------------ | ------ | ---------- |
| Persepolis Teheran | 9      | 8          |
| Esteghlal Teheran  | 8      | 8          |
| PAS Teheran        | 5      | 5          |
| Sepahan Isfahan    | 4      | 1          |
| Saipa Karadż       | 3      | 0          |
| Fulad Ahwaz        | 2      | 0          |
| Zob Ahan Isfahan   | 0      | 3          |
| Bahman Karadż      | 0      | 2          |
| Esteghlal Ahwaz    | 0      | 1          |

## Tabela wszech czasów Iran Pro League/Puchar Zatoki Perskiej
Od pierwszego sezonu 2001/2002 profesjonalnej ligi w Iranie odbyło się kolejnych 10 edycji. Oto tabela pokazująca statystyki drużyn jakie osiągnęły w trakcie swojej gry na najwyższym szczeblu ligowym od 2001 roku. 
|    | Drużyna                 | Liczba sezonów | Mecze | Z   | R   | P   | Br+ | Br- | Br+/- | Pkt | Najlepszy wynik |
| 1  | Esteghlal Teheran       | 10             | 304   | 145 | 98  | 61  | 468 | 308 | +160  | 533 | Mistrz          |
| 2  | Persepolis Teheran      | 10             | 304   | 136 | 101 | 67  | 440 | 323 | +117  | 503 | Mistrz          |
| 3  | Sepahan Isfahan         | 10             | 304   | 135 | 95  | 74  | 447 | 309 | +138  | 497 | Mistrz          |
| 4  | Zob Ahan Isfahan        | 10             | 304   | 134 | 92  | 78  | 396 | 303 | +93   | 494 | 2.              |
| 5  | Fulad Ahwaz             | 9              | 270   | 105 | 90  | 75  | 337 | 286 | +51   | 405 | Mistrz          |
| 6  | Saipa Karadż            | 10             | 304   | 95  | 108 | 101 | 349 | 362 | -13   | 393 | Mistrz          |
| 7  | Abu Moslem Meszhed      | 9              | 270   | 83  | 90  | 97  | 299 | 305 | -6    | 339 | 4.              |
| 8  | Pajkan Kazwin           | 9              | 274   | 88  | 75  | 111 | 300 | 336 | -36   | 339 | 5.              |
| 9  | Malawan Bandar-e Anzali | 9              | 278   | 79  | 90  | 109 | 248 | 328 | -80   | 327 | 7.              |
| 10 | Fajr Sepasi Sziraz      | 9              | 270   | 75  | 101 | 94  | 254 | 296 | -42   | 326 | 4.              |
| 11 | Saba Kom                | 7              | 226   | 74  | 87  | 65  | 278 | 258 | 20    | 309 | 3.              |
| 12 | Esteghlal Ahwaz         | 8              | 244   | 78  | 71  | 95  | 310 | 344 | -34   | 305 | 2.              |
| 13 | PAS Teheran             | 6              | 168   | 72  | 59  | 37  | 263 | 181 | 82    | 275 | Mistrz          |
| 14 | Bargh Sziraz            | 8              | 236   | 60  | 78  | 98  | 250 | 334 | -84   | 258 | 8.              |
| 15 | Mes Kerman              | 5              | 166   | 60  | 56  | 50  | 221 | 195 | 26    | 236 | 3.              |
| 16 | Rah Ahan Rej            | 6              | 196   | 50  | 62  | 84  | 203 | 253 | -50   | 212 | 11.             |
| 17 | PAS Hamedan             | 4              | 136   | 38  | 47  | 51  | 140 | 166 | -26   | 161 | 5.              |
| 18 | Teraktor Sazi Tebriz    | 3              | 94    | 28  | 35  | 31  | 97  | 107 | -10   | 119 | 5.              |
| 19 | Sanat Naft Abadan       | 3              | 94    | 28  | 19  | 47  | 98  | 134 | -36   | 103 | 9.              |
| 20 | Pegah Gilan Raszt       | 3              | 90    | 20  | 28  | 42  | 70  | 122 | -52   | 88  | 9.              |
| 21 | Steel Azin Teheran      | 2              | 68    | 19  | 23  | 26  | 85  | 112 | -27   | 80  | 5.              |
| 22 | Szahin Buszehr          | 2              | 68    | 17  | 23  | 28  | 68  | 74  | -6    | 74  | 13.             |
| 23 | Szemuszak Noszahr       | 3              | 86    | 16  | 26  | 44  | 64  | 118 | -54   | 74  | 14.             |
| 24 | Szahrdari Tebriz        | 1              | 34    | 8   | 13  | 13  | 45  | 53  | -8    | 37  | 12.             |
| 25 | Naft Teheran            | 1              | 34    | 7   | 15  | 12  | 37  | 44  | -7    | 36  | 13.             |
| 26 | Pajam Meszhed           | 1              | 34    | 9   | 8   | 17  | 33  | 52  | -19   | 35  | 16.             |
| 27 | Damasz Gilan            | 1              | 34    | 7   | 12  | 15  | 40  | 55  | -15   | 33  | 17.             |
| 28 | Szirin Faraz            | 1              | 34    | 3   | 12  | 19  | 25  | 59  | -34   | 21  | 18.             |
| 29 | Szahid Ghandi Jazd      | 1              | 30    | 4   | 7   | 19  | 21  | 43  | -22   | 19  | 16.             |
| 30 | Esteghlal Raszt         | 1              | 26    | 3   | 7   | 16  | 18  | 44  | -26   | 16  | 13.             |

## Ranking
Miejsce Iran Pro League w rankingu IFFHS na najmocniejszą ligę piłkarską świata.
| Rank | +/- | Liga             | Pkt   |
| ---- | --- | ---------------- | ----- |
| 20   | 23  | Arabia Saudyjska | 265,0 |
| 21   | 33  | Nigeria          | 263,0 |
| 22   | 9   | Iran             | 260,0 |
| 23   | 8   | Grecja           | 258,0 |
| 24   | 12  | Algieria         | 255,5 |

## Piłkarze

### Okienka transferowe
W Iranie trwają dwa okienka transferowe:
- Letnie okienko transferowe w trwa od 18 czerwca do północy 8 sierpnia.
- Zimowe okienko transferowe w trwa od 31 grudnia do północy 20 stycznia.

### Zagraniczni piłkarze
Każdy zespół może mieć w kadrze dowolną liczbę piłkarzy spoza Iranu, jednak podczas meczu ich liczba w składzie na dane spotkanie nie może przekroczyć 3. W przeszłości nie było naruszenia tej zasady, dopiero w sezonie 2006/2007 PAS Teheran odebrano 1 punkt za występ 4 zagranicznych piłkarzy w meczu 20. kolejki z Malawan Bandar-e Anzali.
Ponadto począwszy od sezonu 2008/2009 kluby Iran Pro League nie mogą zatrudniać zagranicznych bramkarzy, w celu rozwijania rodzimych bramkarskich talentów. Drużyny, które miały wcześniej podpisane kontrakty z zagranicznymi golkiperami nie obowiązuje ta reguła.

### Zawieszenia
Zawodnicy karani są zawieszeniem na kolejny mecz w przypadku jeśli otrzymają 3 żółte kartki w dowolnej części sezonu.

## Najlepsi strzelcy

### Najlepsi strzelcy Iran Pro League
| #  | Piłkarz                 | Gole |
| -- | ----------------------- | ---- |
| 1  | Reza Enajati            | 80   |
| 2  | Ferejdoon Fazli         | 75   |
| 3  | Mehdi Radżabzadeh       | 51   |
| 4  | Ali Daei                | 48   |
| 5  | Abbas Aghaei            | 47   |
| 6  | Arasz Borhani           | 45   |
| 7  | Rasoul Chatibi          | 42   |
| 8  | Siawasz Akbarpour       | 40   |
| 9  | Alireza Wahedi Nikbacht | 40   |
| 10 | Iman Razagi Rad         | 36   |

### Najlepsi strzelcy wszech czasów I ligi irańskiej
| #  | Piłkarz                 | Lata                    | Gole |
| -- | ----------------------- | ----------------------- | ---- |
| 1  | Edmond Bezik            | 1994-2006               | 84   |
| 2  | Ali Asghar Modir Rusta  | 1991-2003               | 82   |
| 3  | Reza Enajati            | 2001-2006               | 80   |
| 4  | Ferejdoon Fazli         | 2001-2002, 2003-obecnie | 79   |
| 5  | Ali Daei                | 1994-1996, 2003-2007    | 72   |
| 6  | Reza Sahebi             | 1989-2003               | 67   |
| 7  | Rasoul Chatibi          | 1997-1999, 2000-2006    | 66   |
| 8  | Gholam Hossejn Mazloumi | 1971-1979               | 63   |
| 9  | Mohsen Garousi          | 1989-2002               | 61   |
| 10 | Behnam Seradż           | 1996-2004               | 59   |
| 11 | Mohammad Momeni         | 1989-2003               | 58   |

Źródło:(arab.)شهريار به‌ بزيک، مديرروستا و عنايتى‌ نرسيد على‌ دايى‌ در 72 متوقف‌ شد. [dostęp 2009-07-30]. [zarchiwizowane z tego adresu (2014-02-01)].

## Media
Channel 3 transmituje mecze krajowe. IRIB 2 emituje zarówno spotkania międzynarodowe jak i IPL. Jednak z powodu ogromnej popularności zespołów teherańskich Persepolis Teheran i Esteghal Teheran tylko mecze tych drużyn są pokazywane na międzynarodowym IRIB 2. Kluby nie otrzymują żadnych dochodów z praw do transmisji, bowiem IRIB, a także kluby są własnością rządu. Jest to często związane ze słabą rentownością klubów piłkarskich w Iranie.